# Symplectrodia
Symplectrodia és un gènere de plantes de la subfamília de les cloridòidies, família de les poàcies. És originari d'Austràlia. El nom del gènere deriva de les paraules gregues sim (junts o units), plekton (incentiu) i odous (dent), en referència al contrast del seu lema basal sencer amb els lemes tridentats o trilobulats del gènere relacionat Triodia.

## Taxonomia
- Symplectrodia gracilis (Michael Lazarides, 1985)
- Symplectrodia lanosa (Michael Lazarides, 1985)